# Hannu Salama
Hannu Sulo Salama (født 4. oktober 1936) er en finsk forfatter. Han er bedst kendt for sine bøger der omhandler arbejderklasser og blev nomineret til Nobelprisen i litteratur i 1969 og 1973.
Salama modtog i 1975 Nordisk Råds Litteraturpris for sin roman Siinä näkijä missä tekijä.